# Pedra Branca do Amapari
Pedra Branca do Amapari es un municipio de Brasil, situado en el centro del estado de Amapá.
Su población estimada en 2014 es de 10.773 habitantes y su extensión es de 9.495 km², siendo su densidad de población de 0,62 hab/km².
Limita con los municipios de Oiapoque al norte, Serra do Navio al este, Porto Grande al sudeste, Mazagão al sur y Laranjal do Jari al oeste.